# Seznam obcí v okrese Ostrava-město
Seznam měst a obcí v okrese Ostrava-město podle počtu obyvatel (údaje k aktuálnímu datu)
| Článek                   | Počet obyvatel | Muži    | Ženy    | Rozloha (km²) |
| ------------------------ | -------------- | ------- | ------- | ------------- |
| Ostrava                  | 284 765        | 138 007 | 146 758 | 214,23        |
| Vratimov                 | 7 360          | 3 607   | 3 753   | 14,14         |
| Šenov                    | 6 585          | 3 260   | 3 325   | 16,63         |
| Klimkovice               | 4 536          | 2 201   | 2 335   | 14,64         |
| Stará Ves nad Ondřejnicí | 2 974          | 1 483   | 1 491   | 18,83         |
| Vřesina                  | 2 831          | 1 411   | 1 420   | 8,65          |
| Velká Polom              | 2 146          | 1 042   | 1 104   | 11,66         |
| Václavovice              | 2 115          | 1 052   | 1 063   | 5,68          |
| Dolní Lhota              | 1 518          | 753     | 765     | 5,36          |
| Horní Lhota              | 858            | 429     | 429     | 4,84          |
| Olbramice                | 725            | 372     | 353     | 5,38          |
| Zbyslavice               | 661            | 333     | 328     | 7,4           |
| Čavisov                  | 512            | 248     | 264     | 4,11          |